# Gara Timișoara Vest
Gara Timișoara Vest se afla pe linia Timișoara–Cruceni, fiind amplasată în comuna Freidorf, actualmente cartier al municipiului Timișoara.
Până în 1989, deservea transportul de mărfuri, în special transporturile cu sfeclă necesare Fabricii de Zahăr.
În 2020 în gara Timișoara Vest opresc doar trenurile pe relația Timișoara Nord-Cruceni hcv.și retur,4 perechi pe zi.
Liniile gării mai sunt folosite de unele trenuri de marfă,datorită prezenței a câtorva depozite de carburanți.